# 二二八事件中的清鄉
二二八事件中的清鄉是指在1947年3月20日至5月16日發生於臺灣的二二八事件中，自中國大陸增援的國民革命軍，聯合各縣市政府展開的清鄉行動。1947年2月27日，因臺灣省專賣局查緝員在臺北市查緝私煙時不當使用公權力造成民眾死傷，引起次日（28日）的陳情抗議傷亡。更擴及後續臺灣民眾大規模反抗政府與攻佔官署，本省人對外省人報復攻擊，中華民國國民政府派遣國軍逮捕與鎮壓殺害臺灣民眾。此事件，造成大量民眾傷亡。
1947年2月27日，專賣局查緝人員在臺北市天馬茶房前查緝私菸，因不當使用公權力造成民眾一死一傷，成為事件導火線。隔天民眾前往行政長官公署前廣場示威請願，但遭公署衛兵開槍掃射，使原先的請願運動轉變成為反抗政府行動，臺灣在各地發生軍民衝突後，至3月6日已蔓延到除了澎湖外的全台灣，外省人受波及，遭臺籍民眾攻擊傷亡。事件期間的各地組織民兵進行武裝抗爭，並以臺中一帶謝雪紅等人領導的二七部隊較具規模，雖然地方仕紳組成二二八事件處理委員會與臺灣省行政長官陳儀協商談判後，各地衝突稍緩，但陳儀仍於3月2日請求時任中國國民黨總裁兼國民政府主席蔣中正自中國大陸調派軍隊增援，蔣中正雖訓令陳儀及軍隊不得報復，且派時任國防部長白崇禧宣導「禁止軍警濫殺無辜」（他甫來台灣就制止軍隊和警察濫捕、濫殺無辜，強調在押人犯必須依法經過公開審判，且除了「煽動暴動之共產黨外」外都不究責）。但下層並未遵照指示，導致傷亡慘重，並讓臺人對中國感到失望，更成為後來臺獨運動興起的重要原因。3月8日起，增援軍隊陸續抵達臺灣，在各地展開武力鎮壓，隨後實施清鄉。

## 經過

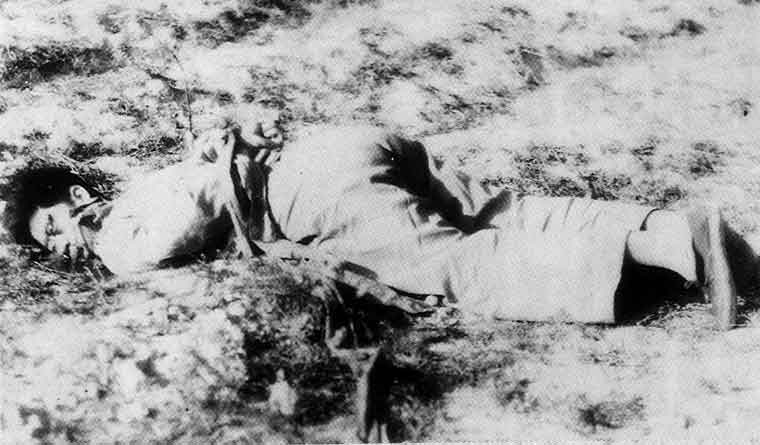
在清鄉行動中遭國軍處決的民眾。

由於各地抗爭部隊臨時組建且無完善訓練:163-176，在兵力分散的情況下無法對付裝備精良的正規軍隊，僅在中南部地區有短暫抵抗:72-73:544-549，各地鎮壓大多如期完成:542-544。但部分地方則因個人恩怨和派系糾紛，發生勒索恐嚇:290-294、密函陷害與計畫暗殺的情況:72-73:32-35:534-536、542-544。3月13日，臺北市市戒嚴司令部公佈《戒嚴期間民眾行動應注意事項》，陳儀並向蔣中正提交共計20人的《辦理人犯姓名調查表》，隔天警備總司令部宣布展開肅奸工作:186-192。為配合綏靖期間的武力鎮壓，陳儀於3月26日發佈《陳兼總司令為實施清鄉告全省民眾書》，提出戶口清查、搜捕可疑成員的清鄉計畫，並鼓勵檢舉密報:275-282:534-536，過程中大量逮捕或殺害曾參與反抗行動或嫌疑者:72-73。
在鎮壓結束後，各地軍隊、警方與政府依警備總司令部的命令展開清鄉工作，依序為高雄地區（3月7日至4月底）:70-71、屏東地區（3月8日至4月5日）:70-71、基隆和宜蘭地區（3月24日至4月12日）:66-68、臺北地區（3月28日至5月16日）:66-68:536-539、541-542。同時實施鄰里戶長擔任保證人的聯保切結制度（（警總公報144號）「各區鄉鎮鄰里及街市地區內，如潛匿有奸匪歹徒，及發生燒殺打劫擾亂情事，其鄰里長及附近鄰居，在出事地點一百公尺內之人民，須立卽協同逮捕之，同時報告當地駐軍及警察局或地方機關，否則，其鄰里長及附近鄰居，在一百公尺內之人民，須受連坐處分，以包庇奸匪歹徒嚴究。」））:32-35，及展開撫卹辦理、自首自新、收繳武器:70-71、情報部署等工作:66-68、275-282。3月30日，行政長官公署編印《台灣省二二八暴動事件紀要》，將處理委員會視為非法團體，列出200多名參與叛亂行動的的成員。儘管對涉嫌參與抗議的學生從寬處置，政府仍批評學生受過去日本教育影響，並加強教育內容:503-509。
4月1日，行政長官公署向各縣市頒布《臺灣省縣市分區清鄉計畫》，要求各地訂定清鄉辦法、搜查計畫、自新手續、填辦居民證、宣導要點等，以恢復學校、各機關團體、工廠、社會的秩序:68-71、275-282。爾後依此命令展開清鄉者有雲嘉南地區（4月初開始）:70-71、東部地區（4月初至10月）:72-73、新竹地區（4月11日至6月）:68-69、澎湖地區（4月14日至5月15日）:72-73。4月18日，警備總司令部發布《二二八事變首謀叛亂在逃主犯名冊》:214-220，除了呈報中華民國國防部外，並要求憲兵團第4團盡速緝捕犯人。然而當中列出的30名主犯中，多人在3月10日便遭軍方逮捕或槍殺:214-220。警備總司令部四月份所製作的叛逆名冊，包含台北、…花蓮等10地區，羅列叛逆近千名，記載姓名、職務及罪行：例如臺北二二八事件處理委員會連絡組組長省參會議長黃朝琴，罪名為「參加處委會策動叛亂、撥工商銀行二千萬為叛徒經費」…等。